# Андриенко, Даниил Владимирович
Даниил Владимирович Андриенко (родился 26 октября 1989) — российский спортсмен, чемпион Универсиады 2013 года по академической гребле.
На данный момент является тренером в школе академической гребли МБУ СШ номер 4 МОГК в городе Краснодар

## Биография
Участник чемпионата мира 2013 года, где стал девятым в гонке восьмёрок.
Участник трёх чемпионатов Европы. В гонке восьмёрок был 5-м - в 2012 году и 9-м - в 2013 году. В 2014 году был 6-м в гонке четвёрок без рулевого.
Чемпион Универсиады в Казани.
За выдающиеся спортивные результаты на Универсиаде - 2013 награждён почетной грамотой президента Российской Федерации.